# Bryan Acheampong
Bryan Acheampong, né le 27 novembre 1972, est un homme politique ghanéen, député de la circonscription d'Abetifi (en) dans la Région Orientale. Il est membre du Nouveau Parti Patriotique du Ghana. Il succède à Peter Wiafe Pepera (en), décédé pendant son mandat. Il a été ministre d’État au ministère de l’Intérieur entre février 2019 et 2020. En 2016, il a acheté Okwawu United FC et a été ministre de l'Agriculture sous le second mandat de Nana Akufo-Addo

## Biographie

### Jeunesse et éducation
Il est né le 27 novembre 1972 à Suhum dans la région orientale du Ghana. Bryan est originaire de Nkwatia Kwahu (en) dans le district de Kwahu East au Ghana. Il a fait ses études primaires à l'école primaire d'Achimota et a continué à l' école secondaire presbytérienne pour garçons (en) à Legon. Il est diplômé de l' Université Johnson and Wales (en) aux États-Unis avec une licence et un MBA en administration des affaires. Il est titulaire d'un doctorat en systèmes d'information de l'Université du Ghana. Il est titulaire d'un certificat du Massachusetts Institute of Technology. Il est également titulaire d'une certification HP Accredited Sales Professional de l'Université HP,,

### Carrière
Il a servi dans l'US Air Force entre 2004 et 2006. Il était ministre d'État chargé de la sécurité nationale après avoir été nommé et assermenté à la présidence,,,. Il est consultant. Il était le PDG du groupe INTU à Accra. Il a été autrefois vice-ministre d'État chargé de l'Intérieur,,. En 2023, sa nomination a été confirmée par le Parlement et il est devenu ministre de l'Agriculture, remplaçant le Dr Owusu Afriyie Akoto

#### Carrière politique
Il est membre du Nouveau Parti Patriotique. Il est député de la circonscription d'Abetifi (en) dans la région orientale du Ghana,,,,

##### Élection de 2016
Lors des élections générales ghanéennes de 2016, il a remporté le siège parlementaire de la circonscription d'Abetifi avec 23 432 voix, soit 74,61 % du total des suffrages exprimés, tandis que le candidat parlementaire du NDC, Tabi Emmanuel, a obtenu 7 975 voix, soit 25,39 % du total des suffrages exprimés.
Il a été nommé et assermenté ministre d'État, Cabinet du Président, le 4 avril 2017, et a ensuite assumé le rôle de ministre d'État au ministère de l'Intérieur le 13 février 2020, après sa nomination et son investiture

##### Élection de 2020
Lors des élections générales ghanéennes de 2020, il a de nouveau remporté le siège parlementaire de la circonscription d'Abetifi avec 25 035 voix, soit 72,42 % du total des suffrages exprimés, tandis que le candidat parlementaire du NDC, Samuel Asamoah, a obtenu 9 536 voix, soit 27,58 % du total des suffrages exprimés

##### Élection de 2024
Lors des primaires parlementaires du Nouveau Parti patriotique de 2024, Bryan était l'un des quatre candidats de la région de l'Est (Ghana) qui n'avaient pas d'adversaire et qui n'étaient pas confrontés à une contestation,
Il s'est ensuite présenté aux élections générales ghanéennes de 2024 à Abetifi (circonscription du parlement du Ghana) (en) et a remporté les élections avec 22 287 voix, soit 72,77 %, tandis que son concurrent du Congrès national démocratique (Ghana), Addo Isaac Amoafo, a obtenu 8 338 voix, soit 27,23 %,,

## Vie personnelle
Il n'est pas marié. Il est chrétien et pratique le culte presbytérien,

## Philanthropie
En juillet 2019, il a présenté un générateur de 150 kV au Presbyterian College of Education (ABETICO) (en) à Abetifi dans la région de l'Est
En août 2019, Bryan, par l'intermédiaire de la Fondation Bryan Acheampong, a fait don d'un chèque de 250 000 GH¢ au Presbyterian University College (en).
En avril 2020, il a remis plus de 820 000 ¢ à Afram Plains North (en), Afram Plains South (en), Abirem (en), Mpraeso (en), Nkawkaw, Abetifi (en) et Suhum (en).
Après son service national, il a servi comme bénévole dans un orphelinat appelé Tom-ni à Kwahu Obomi.
En février 2021, il a soutenu la construction de plus de 100 forages à Abetifi (en), Pampaso, Abetifi Christian Quarters, Nkwatia, Kwahu-Tafo, Bokuruwa, Nteso, Ankomah, Akwasiho, Dwerebease et Suminakese
En juillet 2021, il a offert des intrants agricoles d'une valeur de 500 000 ¢ à plus de 6 000 agriculteurs du district de Kwahu East pour les aider dans leurs travaux agricoles
En janvier 2022, il a offert un véhicule Suzuki Swift SRS à la meilleure sage-femme de la circonscription d'Abetifi
En août 2022, il a fait don de 170 000 ¢, de 42 machines à coudre et de 26 sèche-cheveux aux associations de couturiers et de coiffeurs de sa circonscription

## Honneurs
Il est membre de l'Ordre de la Volta.
En avril 2020, il a été félicité par la direction de Kasapreko Company Limited (en) pour son soutien contre la pandémie de COVID-19
En août 2021, l'Association nationale des enseignants du Ghana (en) a honoré Bryan pour avoir accordé des bourses à ses membres dans le district de Kwahu East (en)